# Дуван Яків Веніамінович
Яків Дуван (26 березня (7 квітня) 1842, Євпаторія — 1901, Санкт-Петербург) — караїмський вчений і педагог, автор першого караїмського катехізису російською мовою.

## Біографія
Народився 26 березня (7 квітня) 1842 року в Євпаторії в сім'ї торговця хлібом. Мати — Беруха Луцька, дочка караїмського богослова і поета Авраама Луцького. Батько помер, коли Яків був ще дитиною. Молодший брат — Шаббетай Дуван (1845—1928), в майбутньому став відомим на півдні Російської імперії юристом і адвокатом.
У віці 6 років вступив до школи свого діда А. Луцького. Під час Кримської війни сім'я Дуванів була змушена переселитися до Перекопу, де Яків продовжив своє навчання у одного з учнів діда. Через рік Дувани переїжджають до Катеринослава, де на той час Авраам Луцький відкрив власний мідраш, який знову став відвідувати Яків Дуван. Там же він вступив до російського початкового училища. У 1857 році разом з сім'єю повернувся до Євпаторії і продовжив вдосконалюватися в давньоєврейській мові у караїмських вчених Ісаака Султанського і Юфуди Савускана. У 1862 році влаштувався вчителем староєврейської мови в одеському караїмському мідраші, попрацювавши там протягом шести років. З Одеси перебрався до Санкт-Петербурга, де став готуватися до вступу в університет, але, зайнявшись торгівлею, розоряється, після чого знову присвячує себе вчительству. Кілька років викладав караїмське віровчення учням караїмам в середніх школах Санкт-Петербурга й іноді виконував обов'язки газзана місцевої караїмської громади. Разом з М. Сарачем здійснив редакцію тексту підручника староєврейської мови Іллі Казаса «Лерегель Гайладім», виданого в 1869 році.
У 1889 році написав караїмська катехізис, виданий російською мовою в 1890 році в Санкт-Петербурзі під назвою «Катехізис. Основи караїмської закону. Керівництво до навчання Закону Божого караїмського юнацтва» (дав-євр. ספר יסודי דת הקראים ללמד לנערי בני מקרא Книга основ віровчення караїмів для викладання юнакам синів Святого Письма). При складанні книги Я. Дуван брав за зразок єврейський і німецький катехізиси, а також катехізис митрополита Філарета. Катехізис забезпечений короткими караїмськими молитвами давньоєврейською мовою з російським перекладом.
Я. Дуванном була складена автобіографія, уривки з якої опубліковані в 1911 році в журналі «Караимская жизнь».